# Хела (провинция)
Хела (англ. Hela Province) — провинция Папуа — Новой Гвинеи. Административный центр — город Тари.

## История
В июле 2009 года парламент страны принял закон об административной реформе в 2012 году, согласно которому провинция Хела должна была быть создана путём отделения районов Тари-Пори, Комо-Магарима и Короба-Копиаго от провинции Саутерн-Хайлендс. Официально провинция была образована 17 мая 2012 года.

## География
Площадь провинции равняется 10 500 км².
Расположена на острове Новая Гвинея в центральной части страны, административно относится к региону Хайлендс. На севере граничит с провинцией Восточный Сепик, на востоке — с провинцией Энга, на юго-востоке и юге — с провинцией Саутерн-Хайлендс, на западе — с провинциями Западная провинция и Сандаун.
Крупнейшие реки:
- Стрикленд (620 км), верхнее течение которой находится в северной части провинции
- Кикори (405 км), которая течёт на юге провинции, сначала в западном, а затем в южном и юго-восточном направлении.

Высочайшей вершиной провинции является гора Карома (3623 м).

## Административное деление
Территория провинции разделена на три района: Тари-Пори, Комо-Магарима и Короба-Копиаго. В свою очередь каждый район состоит из нескольких единиц местного самоуправления (LLG).

## Экономика
С 1987 года в Хеле разрабатывается газовое месторождение Хайдс.